# チェシャー郡 (ニューハンプシャー州)
チェシャー郡（英: Cheshire County）は、アメリカ合衆国ニューハンプシャー州の南西隅に位置する郡である。人口は7万6458人（2020年）  。郡庁所在地はキーンであり、同郡で人口最大の都市である。
チェシャー郡はニューハンプシャー植民地時代に作られた最初の5郡の1つであり、郡名はイングランドのチェシャーから採られた。1771年にキーンで組織化された。

## 地理
アメリカ合衆国国勢調査局に拠れば、郡域全面積は729平方マイル (1,888 km2)であり、このうち陸地707平方マイル (1,831 km2)、水域は22平方マイル (57 km2)で水域率は2.98%である。郡内最高地点はジャフリー町の北西部にあるモナドノック山であり、標高は3,165 フィート (965 m) である。

## 政治
| 年     | 民主党       | 共和党       |
| ------ | ------------ | ------------ |
| 2012年 | 61.4% 25,372 | 36.6% 15,148 |
| 2008年 | 63.0% 26,971 | 35.5% 15,205 |
| 2004年 | 59.1% 24,438 | 39.8% 16,463 |
| 2000年 | 52.1% 17,382 | 41.3% 13,793 |

### 隣接する郡
- サリバン郡 - 北
- ヒルズボロ郡 - 東
- ウースター郡 (マサチューセッツ州) - 南東
- フランクリン郡 (マサチューセッツ州) - 南西

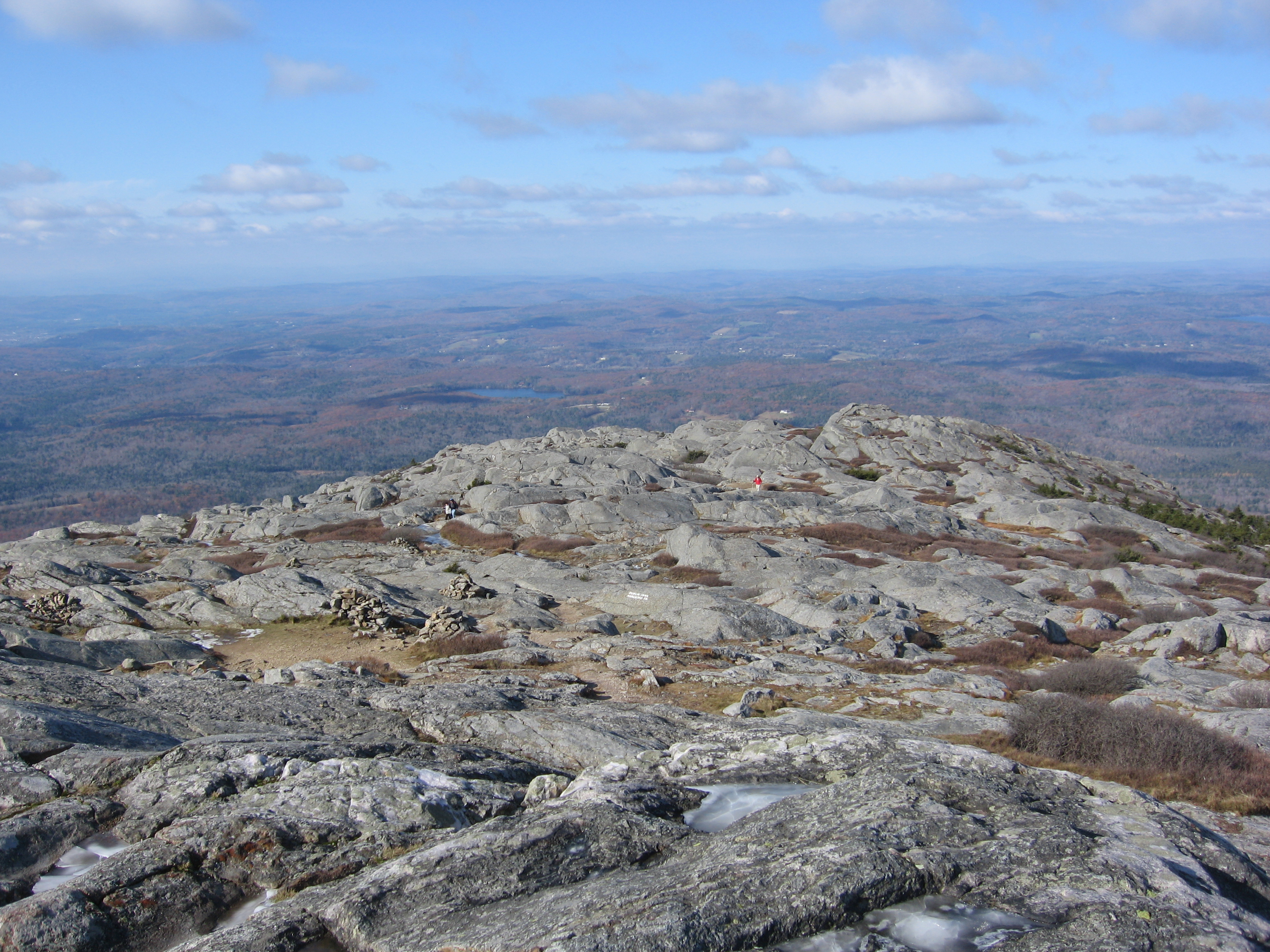
モナドノック山の頂上

- ウィンダム郡 - 西

### 特徴的な地形
- モナドノック山
- ピスガー州立公園

## 人口動態
以下は2000年国勢調査による人口統計データである。
| 基礎データ - 人口: 73,825 人 - 世帯数: 28,299 世帯 - 家族数: 18,790 家族 - 人口密度: 40人/km2（104人/mi2） - 住居数: 31,876 軒 - 住居密度: 17軒/km2（45軒/mi2） 人種別人口構成 - 白人: 97.75% - アフリカン・アメリカン: 0.37% - ネイティブ・アメリカン: 0.31% - アジア人: 0.47% - 太平洋諸島系: 0.04% - その他の人種: 0.18% - 混血: 0.89% - ヒスパニック・ラテン系: 0.72% 先祖による構成 - イギリス系：16.2% - フランス系：13.1% - アイルランド系：12.7% - アメリカ人：9.3% - フランス系カナダ人: 8.7% - イタリア系：6.7% - ドイツ系：6.5% 言語による構成 - 英語：95.5% - フランス語：1.4% - スペイン語：1.2% | 年齢別人口構成 - 18歳未満: 23.3% - 18-24歳: 11.7% - 25-44歳: 27.0% - 45-64歳: 24.3% - 65歳以上: 13.7% - 年齢の中央値: 38歳 - 性比（女性100人あたり男性の人口） - 総人口: 94.9 - 18歳以上: 91.7 世帯と家族（対世帯数） - 18歳未満の子供がいる: 30.6% - 結婚・同居している夫婦: 53.5% - 未婚・離婚・死別女性が世帯主: 9.0% - 非家族世帯: 33.6% - 単身世帯: 25.5% - 65歳以上の老人1人暮らし: 9.6% - 平均構成人数 - 世帯: 2.47人 - 家族: 2.96人 収入と家計 - 収入の中央値 - 世帯: 42,382米ドル - 家族: 51,043米ドル - 性別 - 男性: 33,821米ドル - 女性: 25,328米ドル - 人口1人あたり収入: 20,685米ドル - 貧困線以下 - 対人口: 8.0% - 対家族数: 4.4% - 18歳未満: 8.5% - 65歳以上: 6.3% |

## 都市と町
チェシャー郡は22の法人化町と1つの市に小区分されている。下記リストには町の中にある未編入の村も含む。

| - キーン - 郡庁所在地 - オールステッド町 - チェスターフィールド町 - スポッフォード村 - ウェストチェスターフィールド村 - ダブリン町 - フィッツウィリアム町 - ギルサム町 - ハリスビル町 - チェシャム村 - ハインズデール町 - ジャフリー町 - マルボロ町 - マーロー町 - ネルソン町 - マンソンビル村 | - リッチモンド町 - リンジ町 - ロクスベリー町 - ストッダード町 - サリバン町 - サリー町 - スワンジー町 - イーストスワンジー村 - ウェストスワンジー村（国勢調査指定地域） - トロイ町 - ウォルポール町 - ノースウォルポール村（国勢調査指定地域） - ウェストモアランド町 - プーチャム - ウィンチェスター町 - アシューロット村 - ドルーズビル村 |